# Ийтън (окръг, Мичиган)
Окръг Ийтън (на английски: Eaton County) е окръг в щата Мичиган, Съединени американски щати. Площта му е 1500 km², а населението - 103 655 души (2000). Административен център е град Шарлът.